# Jean Barnabe
Jean Barnabe (* 3. März 1949 in Kinshasa) ist ein ehemaliger Radrennfahrer aus der Demokratischen Republik Kongo.

## Sportliche Laufbahn
Barnabe (auch Barnabé) war im Straßenradsport aktiv. Er war Teilnehmer der Olympischen Sommerspiele 1968 in Mexiko-Stadt und startete für das damalige Kongo-Kinshasa. Er gehörte 1968 zu den ersten Sportlern seiner Heimat, die bei Olympischen Spielen starteten. Das olympische Straßenrennen beendete er nicht. Im Mannschaftszeitfahren kam das Team aus dem Kongo mit Constantin Kabemba, François Ombanzi, Jean Barnabe und Samuel Kibamba auf den 30. Rang.